# Antoine-Sébastien Falardeau
Pour les articles homonymes, voir Falardeau.
Antoine-Sébastien Falardeau (13 août 1822 - 14 juillet 1889) est un peintre québécois né à Petit-Bois-de-l'Ail près de Cap-Santé, Québec. Deuxième fils de Joseph Falardeau, cultivateur, et d'Isabelle Savard.

## Jeunesse
Ses talents artistiques se manifestent très jeunes, mais ils ne sont pas encouragés par ses parents ou ses professeurs. À quatorze ans, il décide de partir pour Québec où il occupe divers emplois tout en suivant des cours du soir en art. Remarqué par les frères Hamel chez qui il travaille, ceux-ci vont lui permettre de se rendre en Italie, qui deviendra pour lui une seconde patrie. Il étudie d'abord la peinture à Florence. Même s'il parvient à s'inscrire à l'académie des Beaux-Arts et s'il expose à la galerie des Uffizi, les premiers temps sont durs et les troubles de la Révolution de 1848 vont lui apporter encore plus d'ennuis, car le jeune homme, refusant de servir aux côtés des insurgés, est chassé de l'académie. Il étudie alors auprès de MM. Gazzarini et Calendi. La fin des troubles lui permet de continuer sa formation. À la fin de ses études, il obtient plusieurs contrats et commence rapidement à se faire connaître dans le milieu artistique.

## Apogée artistique
À partir de 1851, il entreprend un tour d'Italie afin de parfaire sa formation. À Parme, il remporte le premier prix d'un concours tenu par l'académie de Parme pour reproduire le « Saint Jérôme » de Correggio, dont la vente à fort prix au gouvernement britannique avait laissé l'Italie en deuil de ce chef-d'œuvre. Falardeau ayant offert sa toile en cadeau au duc de Parme, Charles III de Bourbon, celui-ci le fait chevalier de l'ordre de Saint-Louis; dès lors, sa réputation grandissante lui permet d'obtenir de lucratifs contrats parmi l'aristocratie italienne. Cela va lui permettre de se consacrer désormais entièrement à son art et d'ouvrir son propre studio où il se consacre surtout à la reproduction de grands maîtres et rassemble une impressionnante collection d'œuvres d'art. Cependant, sa santé se fait chancelante. Atteint de fièvre jaune en 1852, il met beaucoup de temps à s'en remettre. En septembre 1861, il épouse Catherine, fille du Marquis Francesco Mannucci-Benincasa Capponi, dont il aura trois enfants. En avril 1862, il revient pour la première fois au Canada. La ville de Québec lui offre alors un accueil triomphal. De retour à Florence en août de la même année, il reviendra plusieurs fois au pays, exposant même à la galerie nationale à Ottawa en 1882.

## Fin de sa vie
Il visitera également l'Allemagne, la Hollande, la France et la Russie, où il sera fait membre de l'ordre de Vladimir par le tsar. Le 14 juillet 1889, alors qu'il revient chez lui à cheval, sa monture, effrayée par le bruit d'une locomotive, s'emballe et le projette dans le fleuve d'Arno en Italie où il se noie à l'âge de 66 ans, un mois avant son 67e anniversaire. Il sera inhumé dans le cimetière de la Basilique San Miniato à Florence où il repose toujours.  Encore aujourd'hui, sa patrie québécoise perpétue sa mémoire par le nom d'un village du Saguenay–Lac-Saint-Jean, Saint-David-de-Falardeau. Sa vie a été racontée par Henri-Raymond Casgrain.

## Son œuvre
Son œuvre a été dispersée, en Italie principalement et ailleurs en Europe, sans compter celles qu'il a vendues pendant ses voyages au Canada. Cela rendra sans doute impossible l’étude exhaustive de ses tableaux, mais il semble qu'il ait eu peu d'égaux parmi les copistes de son époque à Florence. Au moins une de ses toiles est encore exposée au musée du palais Pitti de cette ville, œuvre qu'il a signée du nom de « Falardeau de Québec ».

## Musées et collections publiques
- Basilique Notre-Dame de Montréal
- Bibliothèque et Archives Canada
- Musée d'art de Joliette
- Musée de la civilisation
- Musée des beaux-arts de Montréal
- Musée du Palais Pitti
- Musée Louis-Hémon
- Musée national des beaux-arts du Québec[8]
- Musée régional de Vaudreuil-Soulanges